# Турбаслинська сільська рада (Іглінський район)
Турбасли́нська сільська рада (рос. Турбаслинский сельский совет) — муніципальне утворення у складі Іглінського району Башкортостану, Росія. Адміністративний центр — село Турбасли.

## Населення
Населення — 819 осіб (2019, 768 в 2010, 730 в 2002).

## Склад
До складу поселення входять такі населені пункти:
| Населений пункт     | Населення, осіб (2002) | Населення, осіб (2010) |
| ------------------- | ---------------------- | ---------------------- |
| Амітово, присілок   | 47                     | 37                     |
| Бібахтіно, присілок | 150                    | 185                    |
| Турбасли, село      | 389                    | 419                    |
| Старий Юрмаш, село  | 144                    | 127                    |